# IMac Pro

iMac Pro

iMac Pro（アイマック プロ）は、Appleが開発・販売していたiMacのプロ向けモデル。2017年6月5日(現地時間)に行われたWWDC 2017の基調講演で発表された。2017年12月14日発売開始。

## 概要
Appleが2017年に販売していたiMacシリーズの中で、Mac Pro（第2世代）並みの処理能力を誇るフラグシップ機種である。
拡張性が低く長年アップデートされなかったMac Pro Late 2013からの一時的な置き換えを目的に、iMacのプロ向けモデルとして開発された。
WWDC 2019にて新型Mac Proが発表されたことで、iMac Proはデスクトップワークに特化したプロ向けMacという傾向が強い機種となっている。
最低構成は4999ドル（日本では55万8,800円） からとiMac Retina 5Kよりも価格が高く、ハイエンドBTO構成では本体価格だけで160万円を超すプロフェッショナル向け製品である。BTO構成では価格が高いが、18コアモデルでも構成次第では100万円を切る。2017年12月14日より販売開始された。
しかし2019年にMac Pro（第3世代）が、2020年にiMac（27インチ）が発売されたことにより存在意義を失い、一度も更新などを経ることなく2021年3月20日に正式に販売を終了し、公式サイトから姿を消した。また2022年3月にはMac miniとMac Proの間を埋めるディスプレイ分離型MacとしてMac Studioが、また同時にApple Studio Displayが発売されている。

## デザイン
iMac Proではプロ向けデスクトップワークに特化したディスプレイ一体型Macとして開発されており、iMac Retina 5Kモデルに準拠した筐体デザインを採用しているが、現行のiMacと差別化するため、筐体の色はスペースグレイとなり、周辺機器のカラーも同様の変更が加えられ、全体的に暗めのトーンに統一された。
CPUやメモリなどはMac Proに準拠した高性能化を図っており、Thunderbolt 3の搭載や新たに10ギガビットイーサネット端子を採用している。
また、システム管理コントローラ、画像信号プロセッサ、オーディオコントローラ、SSDコントローラなどを統合したApple T2チップを搭載している。
搭載されているSSDについては、Mac Pro Late 2013にて容量不足と伝送速度不足を露呈したことから、NVMe対応のPCIeタイプのSSDを2基採用したRAID構成となっている。新たに搭載されたApple T2チップによるRAIDディスクのOS起動にも対応している。例えば、1TBモデルであれば512GBディスク2枚の構成となっている。
前述の通り、デスクトップワークに特化したMacのため、Mac Proでは容易なパーツ交換がiMac Proでは基本的に不可能である。ただし、メモリの交換についてはApple StoreなどのApple公認の正規代理店にて行うことが可能である。

## 製品仕様
- 27インチ（対角）Retina 5Kディスプレイ (5,120 x 2,880ピクセル) 10億色表示（10ビットの空間的および時間的ディザリング）
- プロセッサ Intel Xeon W Skylakeマイクロアーキテクチャ 8コア 10コア 14コア 18コア (Turbo Boost時4.5GHz)
- メモリ 2,666MHz DDR4 ECCメモリ 32GB(オプションで64GB,128GB,256GBに変更可能）
- ストレージ PCIe SSD 1TB(オプションで2TB,4TBに変更可能）
- グラフィックス Radeon Pro VEGA 56 GPU(8GB) (オプションでRadeon Pro Vega 64 GPU 16GB, Radeon Pro Vega 64X GPU 16GBに変更可能)
- 10ギガビットイーサネット
- Thunderbolt 3 ×4(USB-Cと兼用)
- USB Type-A(3.1 Gen.1) ×4
- SDメモリーカードスロット ×1(UHS-II規格に対応)